# Ješetice (nádraží)
Ješetice byly železniční stanice jižně od obce Ješetice (v lokalitě U Zastávky, v blízkosti hranice s Horním Borkem, jehož název původně nesla) v okrese Benešov ve Středočeském kraji na trati Praha – České Budějovice. Roku 1912 zde byla otevřena zastávka pod názvem Horní Borek, roku 1942 změněna na stanici, provoz byl ukončen 2. dubna 2022 v souvislosti s budováním přeložky trati mezi Voticemi a Sudoměřicemi u Tábora.

## Uspořádání
Stanice měla dvě dopravní a jednu manipulační kolej, u obou dopravních kolejí byla nástupiště. Byla vybavena zabezpečovacím zařízením TEST 14 se světelnými návěstidly (odjezdová návěstidla u každé koleje). Výpravní budova byla betonová z unimo buněk.

## Historie
Roku 1912 byla otevřena zastávka s názvem Horní Borek, roku 1942 byla rozšířena na stanici s dřevěnou výpravní budovou. Původní výpravní budova byla v 80. letech nahrazena novou z unimo buněk, jež se nachází jižněji než budova původní. Poslední vlak ve stanici zastavil 1. dubna 2022 ve večerních hodinách. Provoz na celém traťovém úseku Votice – Sudoměřice u Tábora úplně utichl následující den ráno, kdy začala nepřetržitá, téměř tříměsíční výluka, během které je realizován přesmyk trati do nové stopy. Dne 6. dubna začala demontáž traťových kolejí v obou směrech od stanice.
Stanice byla od 1. července 2022 nahrazena zastávkou Ješetice, která se nachází asi 800 metrů severozápadně, u portálu Deborečského tunelu.
Na místě stanice má být vybudována odpočinková zóna.